# Jáchymov
Jáchymov (ˈja:xɪmof; in tedesco Sankt Joachimsthal o Joachimsthal, cioè valle di san Gioacchino) è una città della Repubblica Ceca facente parte del distretto di Karlovy Vary, nella regione omonima. La città, noto centro termale, è situata all'interno dell'omonima valle, tra i Monti Metalliferi.

## Miniere e monetazione
Agli inizi del XVI secolo nell'area della Joachimsthal fu trovato dell'argento. La scoperta di questa risorsa fece crescere rapidamente la località e contemporaneamente i conti Schlick, che possedevano la zona, divennero una delle famiglie nobili più ricche della Boemia. Gli Schlick coniarono monete cui diedero il nome di Joachimstaler, da cui in seguito derivarono le parole tallero e dollaro.
La fama di Joachimsthal con le sue miniere e con la lavorazione dell'argento attirarono l'attenzione del doctor Georg Bauer (più noto con la forma latina del suo nome, Georgius Agricola) alla fine degli anni 1520, che basò i suoi primi studi di metallurgia sulle osservazioni qui condotte.
Nel giacimento di Jáchymov il minerale radioattivo pechblenda era noto sin dal XV secolo e le miniere fornirono a Marie Curie la gran quantità di pechblenda che fu necessaria per l'isolamento del radio e del polonio. Un altro materiale estratto è il lavendulano.

## Storia
Nel 1523 ebbe inizio la Riforma protestante. Durante la guerra tra la Lega di Smalcalda e Carlo V (1546-47), Joachimsthal fu occupata per un certo periodo dalla truppe sassoni. Dopo il 1621 ci fu una riconquista del potere da parte del partito cattolico e di conseguenza molti cittadini e montanari protestanti emigrarono nella vicina Sassonia.
Nel XIX secolo la città fu sede del Bezirkshauptmannschaft (amministrazione distrettuale). Fu sede anche della corte distrettuale nonché dell'amministrazione delle miniere e della produzione di ferro. L'estrazione era ancora importante in quel periodo. Le miniere erano in parte di proprietà statale ed in parte di proprietà privata. Oltre ai minerali di argento (di cui nel 1885 furono prodotti 227 Zentner (11,35 tonnellate)), erano estratti anche minerali di nichel, bismuto ed uranio. C'erano anche altre industrie: un'enorme manifattura di tabacco impiegava 1.000 donne e c'erano anche aziende di guanti, tappi e di merletti. Il 31 marzo 1873 la città fu quasi completamente distrutta da un incendio.
All'inizio del XX secolo Marie Curie scoprì in un pezzo di pechblenda proveniente da Joachimsthal l'elemento chimico radio e per questa scoperta vinse il Premio Nobel per la chimica. Fino alla prima guerra mondiale era l'unica fonte nota di uranio nel mondo. Jáchymov è stata la prima città termale ad offrire già nel 1906 cure al radon.
Nel 1919, dopo la prima guerra mondiale, Joachimsthal divenne parte della Cecoslovacchia. Nel 1938 fu annessa, assieme ai Sudeti alla Germania. Gli abitanti di lingua ceca furono trasferiti nel Protettorato di Boemia e Moravia. Nel 1945 invece si ebbe l'espulsione dei tedeschi. Il 1º dicembre 1930 Jáchymov aveva 7 316 abitanti, il 17 maggio 1939 erano 6388 e il 22 maggio 1947 erano 6806. Dopo la seconda guerra mondiale ci fu un massiccio sfruttamento dei giacimenti e molti avversari politici furono usati come lavoratori forzati nell'estrazione dei minerali di uranio. Molti morirono dopo poco tempo. L'aspettativa media di vita era di 42 anni. Dal 1964 non furono più estratti i minerali di uranio. Le sorgenti termali radioattive furono usate sotto controllo medico per il trattamento di pazienti con malattie nervose e reumatiche.

## Dintorni
Nei dintorni, ai piedi del Pleßberg, si trovava il convento dei cappuccini Mariánská (Mariasorg), che venne demolito negli anni 1950.
Dalla valle del Weseritz una seggiovia porta al picco più alto dei Monti Metalliferi, il Klínovec (ted.: Keilberg), alto 1244 metri.